# Rovas

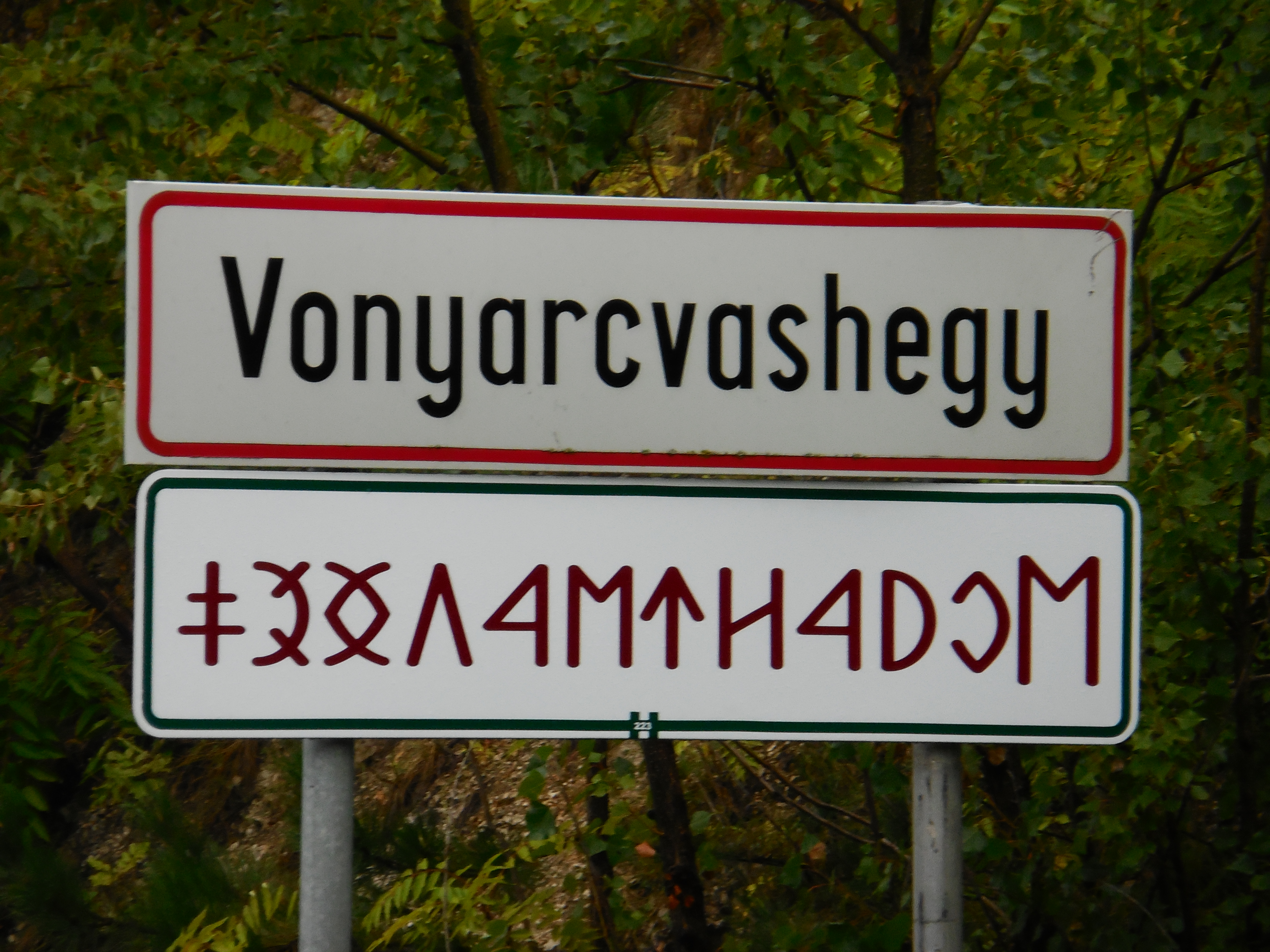
Název městysu Vonyarcvashegy u Balatonu v latince a rovásu

Rovásírás (rovášíráš), zkráceně Rovás nebo Sikulsko-maďarské písmo (podle normy ISO 15924 oficiálně „staromaďarské písmo (maďarské runy)“) je písmo, které kočovní Maďaři používali už v 10. stol. a především jej vyrývali do dřeva. Písmo se čte zprava doleva a jde o jedinou (i když ne zcela) rozluštěnou runovou abecedu ve východoevropském prostoru.

## Historie
Po korunovaci Štěpána I. a vzniku Uherského království (v r. 1000 n. l.) se v Uhrách velmi rychle rozšířila západní kultura, křesťanství a s tím i latinská abeceda. Latinská gramotnost byla výsadou jen úzké skupiny lidí, takže rovásírás se místy, hlavně na venkově, používal dál. Počátkem 16. stol. zůstal způsob zápisu pomocí run pouze v Transylvánii, mezi Sikuly.  V 17. století se písmo z obecného používání úplně vytratilo, zůstalo pouze několik historických záznamů. Např. v rumunské obci Inlăceni (maďarsky Énlaka) se na klenbě v kostele unitářů zachoval nápis psaný runami rovás, který pochází z roku 1668.
Z doby před 17. stoletím pocházejí dvě památky s tímto písmem, první z nich je nápis z vesnice z Homoródkarácsonyfalva, který pochází z konce 15. století a byl objeven v roce 1944, druhým pak nápis na cihle z vesnice Székelyderzs. Rovněž z 15. století pochází nejstarší zachovaná abeceda, která byla nalezena v mikulovské zámecké knihovně.

## Původ
Rovás se podle jedné teorie vyvinul ze staroturkického písma, které maďarské kmeny převzaly kolem r. 600, když se z předchozích oblastí přesunuli k východnímu pobřeží Černého moře. Písmo si přisvojili a zůstalo s nimi až do doby příchodu do Evropy. Maďaři si ho ze střední Asie přinesli do Evropy.  
Druhá teorie je avarsko-onogursko-chazarská. Gábor Vékony tvrdí, že Sikulové jsou potomky Skythů a k Maďarům se připojili v době jejich stěhování směrem na západ, do Panonské kotliny. Jejich rovásírás se rozšířil po celém území obývaném Maďary. Vékony si myslí, že sikulské rovás je přímým pokračováním písma z doby Avarů, které bylo ovlivněno chazarským písmem. 
S nordickými runami ve skutečnosti nemá nic společného. V roce 1598 písmo zaznamenal nitranský biskup a arcibiskup diecéze Kalocsa, János Telegdi. Všechny své poznatky o písmu rovás sepsal v drobném spisku zkráceně zvaném Rudimenta, který se však dochoval pouze v opisech a ve kterém se tvary písmen liší od jejich předpokládané (původní) podoby. Později se písmem zabývali Mátyás Bél a Balázs Orbán, který v roce 1864 v Transylvánii objevil v Inlăceni výše zmíněný nápis.

## Podoba
Skript měl 42 písmen a dále některé znaky, které měly vlastní význam, a nazývaly se capita dictionum. Tyto však dosud nebyly rozluštěny.

Znaky staromaďarské abecedy

Zvláštní znaky s předpokládanou výslovností